# Volkmar Groß
Volkmar Groß (Berlino, 31 gennaio 1948 – 3 luglio 2014) è stato un calciatore tedesco, di ruolo portiere.

## Carriera

### Nazionale
Ha disputato il suo unico incontro in nazionale nella gara amichevole contro la Grecia disputata il 22 novembre 1970.

## Statistiche

### Cronologia presenze e reti in nazionale
| Cronologia completa delle presenze e delle reti in nazionale ― Germania Ovest | Cronologia completa delle presenze e delle reti in nazionale ― Germania Ovest | Cronologia completa delle presenze e delle reti in nazionale ― Germania Ovest | Cronologia completa delle presenze e delle reti in nazionale ― Germania Ovest | Cronologia completa delle presenze e delle reti in nazionale ― Germania Ovest | Cronologia completa delle presenze e delle reti in nazionale ― Germania Ovest | Cronologia completa delle presenze e delle reti in nazionale ― Germania Ovest | Cronologia completa delle presenze e delle reti in nazionale ― Germania Ovest |
| Data                                                                          | Città                                                                         | In casa                                                                       | Risultato                                                                     | Ospiti                                                                        | Competizione                                                                  | Reti                                                                          | Note                                                                          |
| ----------------------------------------------------------------------------- | ----------------------------------------------------------------------------- | ----------------------------------------------------------------------------- | ----------------------------------------------------------------------------- | ----------------------------------------------------------------------------- | ----------------------------------------------------------------------------- | ----------------------------------------------------------------------------- | ----------------------------------------------------------------------------- |
| 22-11-1970                                                                    | Pireo                                                                         | Grecia                                                                        | 1 – 3                                                                         | Germania Ovest                                                                | Amichevole                                                                    | -1                                                                            |                                                                               |
| Totale                                                                        |                                                                               | Presenze                                                                      | 1                                                                             |                                                                               | Reti                                                                          | -1                                                                            |                                                                               |

## Palmarès

### Club

#### Competizioni internazionali
- Coppa Piano Karl Rappan: 1

Hertha Berlino: 1971